# Sonne (альбом Schiller)
Sonne (укр. Сонце) — сьомий студійний альбом німецького електронного проекту Schiller, випущенний 5 жовтня 2012. Альбом увійшов до німецьких музичних чартів і зайняв у них перше місце, ставши 3-ю платівкою Schiller'а, що дісталася до топу нимецького хіт-параду.
Альбом був анонсований на офіційній сторінці гурту в фейсбуці 28 липня 2012. До 3 вересня 2012 року, майже як за місяць до офіційного виходу альбому, обмежене Limited ultra-deluxe edition видання альбому Sonne тиражем 2500 екземплярів було повністю попередньо замовлено. В рамках підтримки альбому Schiller організовує концертний тур LIVE 2012.

## Синґли
"Sonne" — перший синґл з альбому, що вийшов 21 вересня 2012 року.
Другий сингл "Lichtermeer", що став доступним для скачування 8 березня 2013 року, включав відеокліп, чіл-аут і концертну версію композиції, а також клуб-ремікси від таких діджеїв як ATB, Dabruck, DBN, Andy Prinz, Mykel Mars, Marc Lime & K Bastian. 15 квітня відбувся міжнародний реліз цього синглу під назвою "Sleepless", як перший сингл до міжнародної версії альбому Sun.

## Композиції
Автор музики та слів — Крістофер фон Дейлен, крім тих випадків де вказано.

### CD 01
1. «Willkommen» — 1:14
(укр. Ласкаво просимо)
2. «Solaris» — 3:55
(укр. Соляріс)
3. «Kon-Tiki» — 4:25
(укр. Кон-Тікі)
4. «Revelation» — 5:37
(укр. Осяяння)
5. «Sonne» (разом з Unheilig) — 4:30
(укр. Сонце)
6. «Mitternacht» — 4:38 
(укр. Опівніч)
7. «Hallucinating Beauty» (разом з Кейт Хавневік[en]) — 7:10
8. «Morgenrot» — 4:59
(укр. Світанок)
9. «Alive» (разом з Адамом Янгом) — 4:41
(укр. Живий)
10. «Berlin – Moskau» — 4:39 
(укр. Берлін - Москва)
11. «Lichtermeer» — 4:42
(укр. Море світла)
12. «Soleil de nuit» — 4:14 (разом з П'єром Мобушем)
(укр. Нічне сонце)
13. «Reach Out» (разом з Мередіт Колл) — 5:05
(укр. Протянути руку)
14. «Das dritte Auge» — 4:58
(укр. Третє око)
15. «Velvet Aeroplane» (разом з Кейт Хавневік) — 7:23 
(укр. Оксамитовий літак)

### CD 02
1. «Sonnenuhr» — 5:43 
(укр. Сонячний годинник)
2. «Oasis» (разом з Кейт Хавневік)  — 4:57 
(укр. Оаза)
3. «Sonnenwelten» — 5:54 
(укр. Сонячні світи)
4. «Epic Shores» (фон Дейлен і Колл) — 6:17
 (укр. Епічні береги)
5. «Energy» (фон Дейлен і Броунлоу) — 4:31
 (укр. Енергія)
6. «Pale Blue Eyes» (Лу Рід) — 5:31
 (укр. Світло-блакитні очі)
7. «Ultramarin» — 4:57
(укр. Ультрамарин)
8. «Dancing In The Dark» (фон Дейлен і Аміра) — 5:36
9. «Klangwelten» — 4:19
(укр. Світи звуку)
10. «Lay Down» (разом з Paper Aeroplanes)  — 4:15
11. «Geborgenheit» — 3:59
 (укр. Безпека)
12. «Sahara Avenue» — 5:11 
 (укр. Сахара авеню)
13. «The Silence» (фон Дейлен і Колл) — 4:56
 (укр. Тиша)
14. «Reprise» — 3:44
 (укр. Реприза)

### DVD 01
Кліп Solaris
Klangwelten Live
Бальний зал "Neue Welt", Цвікау — 7 лютого 2011 року
1. «Tiefblau»
2. «Salton Sea»
3. «Lichtwerk»
4. «Schiller»
5. «Polarstern»
6. «Fernweh»
7. «Leidenschaft»
8. «Sommerregen»
9. «La Mer»
10. «Ein Schöner Tag»
11. «Sehnsucht»
12. «I Miss You»
13. «Atemlos»
14. «Einklang»
15. «Denn Wer Liebt»
16. «Das Glockenspiel»
17. «Zugabe»
18. «Heimathafen»

Vier Augen
1. Playing With Madness
2. Polarstern
3. The Fire
4. Sehnsucht

Surround-test

### DVD 02
Sahara Avenue
Clubwelten Live
1. «Lichtblick»
2. «Sommernacht»
3. «Das Glockenspiel»
4. «What's coming»
5. «Ghost»
6. «Schiller»
7. «Dream of You»
8. «Himmelblau»
9. «Sehnsucht»
10. «Einklang»
11. «The Fire»
12. «Addicted»
13. «Ein Schöner Tag»
14. «Ruhe»
15. «Heimathafen»
16. «Zugabe»
17. «Don't go»

Capture the sun
Klangwelten Diaschau
Surround-test
Інші видання відрізняються кількістю дисків, що входять до складу видання, порядком композицій та їх кількістю.
- Делюкс видання 1CD і 1DVD
- Лімітоване супер делюкс видання 2CD і 2DVD
- Подвійний вініл — 16 треків;
- Лімітоване ультра делюкс видання 3CD і 2DVD — випущено обмеженим тиражем в 2500 копій Найбільш повне видання, що має додатковий бонусний диск

Диск 3 — Sonnenwelten (Сонячні світи):
1. Sonnenwelt Eins
2. Sonnenwelt Zwei
3. Sonnenwelt Drei
4. Sonnenwelt Vier
5. Sonnenwelt Funf
6. Sonnenwelt Sechs
7. Sonnenwelt Sieben

В електронні видання, що продаються на iTunes та Amazon.de, входять також по одному бонусному треку:
- Orange — 4:20 (iTunes Store)
- Yellow — 5:48 (Amazon)

## Учасники запису
- Крістофер фон Дейлен — продюсер, автор музики
- Ameerah — вокал в Dancing In The Dark
- Andreas Binder — гітара у Velvet Aeroplane, Hallucnating Beauty і Sonnenwelten
- Celina Bostic — Бек-вокал в Energy
- Тім Броунлоу — вокал в Energy
- Мередіт Колл — вокал в Reach Out, Epic Shores і The Silence
- Андреа Корр — вокал в Pale Blue Eyes
- Der Graf — вокал в Sonne
- Кейт Хавневік — вокал
- Cliff Hewitt — електронні ударні в Mitternacht і Epic Shores
- Ralf Gustke — барабани
- П'єр Мобуш — вокал в Soleil de Nuit
- Grace Risch — Soleil de Nuit, Reach Out і Epic Shores
- Sarah Howells — вокал в Lay Down
- Tissy Thiers — бас-гітара в Velvet Aeroplane, Reach Out і The Silence
- Адам Янг — вокал в Alive

## Позиції у чартах

### Альбом
| Рік  | Чарт                                      | Позиція |
| ---- | ----------------------------------------- | ------- |
| 2012 | Media Control Charts Top 100 Album-Charts | 1       |
| 2012 | Ö3 Austria Top 40                         | 30      |
| 2012 | Swiss Music Charts                        | 13      |

### синґли
| Рік  | синґл         | Чарт                 | Позиція |
| ---- | ------------- | -------------------- | ------- |
| 2012 | «Sonne»       | Media Control Charts | 12      |
| 2013 | «Lichtermeer» | Media Control Charts | 47      |